# 嘎达苏种畜场
嘎达苏种畜场，是中国内蒙古自治区通辽市扎鲁特旗下辖的一个类似乡级单位。

## 行政区划
嘎达苏种畜场共辖以下地区：
中心分场、嘎斯庙分场。